# Mark Essien
Mark Anthony Essien, (Akwa Ibom, 18 de dezembro de 1980) mais conhecido como Mark Essien, é um empreendedor nigeriano, desenvolvedor de software e investidor de startups. Ele é o fundador e CEO do Hotels.ng, um dos primeiros sites de reservas de hotéis online na Nigéria.

## Carreira

### Hotéis.ng
Em 2013, Essien fundou o Hotels.ng. Spark.ng fez um investimento inicial de 75 mil dólares e outro investimento de 150 mil dólares.
Antes de fundar a Hotels.ng em 2013, Essien havia criado um software de compartilhamento de arquivos chamado Gnumm (adquirido pela Snoopstar.com), seguido por uma startup de aprendizagem de idiomas chamada Ingolingo.
Em 2015, a empresa garantiu um financiamento de investimento adicional de 1,2 milhões de dólares dos investidores internacionais EchoVC Pan-Africa Fund, um fundo de tecnologia em fase inicial, e Omidyar Network, o veículo de investimento do fundador do eBay, Pierre Omidyar.
Essien deixou o cargo de CEO da HNG Internships, um programa que ele fundou para resolver o problema de talentos em engenharia de software na Nigéria. Ele entregou para Seyi Onifade.

### Investimentos
Em 2016, a Hotels.ng co-investiu com Jason Njoku e Spark na OgaVenue, uma plataforma de reservas de eventos.

## Vida pessoal
Essien nasceu em 18 de dezembro de 1980, em Ikot Ekpene, Akwa Ibom, na Nigéria. Em 8 de abril de 2018, Essien casou-se com Jenni Naiaretti, que também é desenvolvedora.

## Prêmios e reconhecimento
Em 2015, Essien entrou na lista da Forbes dos 30 empreendedores mais jovens da África. Ele também foi indicado para o prêmio Nigeria Future, entre outros.

## Palestras públicas
Essien é um palestrante frequente do TEDx. Ele fez palestras sobre como alavancar redes para construir um negócio e como a África pode liderar no espaço tecnológico global, falando no TEDxEuston e no TEDxGbagada, respectivamente.